# ТЕС Танджунг-Пріок
6°6′37″ пд. ш. 106°52′2″ сх. д. / 6.11028° пд. ш. 106.86722° сх. д.
ТЕС Танджунг-Пріок – теплова електростанція на заході індонезійського острова Ява, розташована у портово-індустріальній зоні столиці Індонезії Джакарти. 
У 1960 році на майданчику станції стали до ладу дві парові турбіни потужністю по 25 МВт. У 1972-му їх доповнили двома паровими турбінами від Mitsubishi (генератори постачила інша японська компанія Melco) потужністю по 50 МВт. 
Подальший розвиток майданчику відбувався за рахунок газових турбін, встановлених на роботу у відкритому циклі: в 1974-му додали турбіну від John Brown потужністю 20 МВт, у 1975-му ввели в дію дві турбіни Westinghouse W-251 по 25 МВт, а в 1977-му стали до ладу чотири турбіни General Electric потужністю по 48,8 МВт.
З 1989 року перші два парові блоки вивели з експлуатації (як засвідчують дані геоінформаційних систем, їх споруди демонтували у 2006-му). Натомість у 1993 – 1994 і 1994 – 1995 роках ввели в дію два парогазові блоки комбінованого циклу потужністю по 590 МВт, в кожному з яких три газові турбіни від компанії потужністю по 130 МВт живлять через котли-утилізатори одну парову турбіну з показником 200 МВт. 
Із розвитком майданчику парові блоки 3 та 4 перевели у резерв, а газотурбінні установки поступово демонтували. При цьому турбіну John Brown відправили на вугільну ТЕС Суралая, де вона узяла на себе функцію забезпечення запуску обладнання за умови відсутності зовнішнього живлення («чорний старт»). Турбіни General Electric демонтували не пізніше 2004 року, при цьому одну відправили на Суматру на ТЕС Індралая, дві перемістили на Балі для створення ТЕС Пемарон (первісно тут хотіли створити парогазовий блок, проте у підсумку так і залишили газові турбіни в режимі відкритого циклу), а четверту повернули General Electric.
В 2011-му на ТЕС ввели в експлуатацію ще один парогазовий блок потужністю 750 МВт, який має дві газові турбіни потужністю по 250 МВт, що через котли-утилізатори живлять одну парову турбіну з таким саме показником у 250 МВт.
У 2016-му розібрали споруди парових блоків 3 та 4 і демонтували газові турбіни Westinghouse, після чого на їх місці звели ще один парогазовий блок потужністю 880 МВт (відомий як проект Jawa-2). Він став до ладу у 2018 – 2019 роках та має дві газові турбіни потужністю по 300 МВт, що через котли-утилізатори живлять одну парову турбіну.
Первісно станція використовувала нафтопродукти. В 1990-х роках вона перейшла на природний газ, який подали до Джакарти по трубопроводу Арджуна – Муара-Каранг. З першої половини 2010-х провідну роль у забезпеченні блакитним паливом отримав плавучий регазифікаційний термінал Nusantara Regas Satu.
Для охолодження використовують морську воду.
Видача продукції відбувається по ЛЕП, розрахованій на роботу під напругою 150 кВ.